# De Buurtpolitie: Het Circus
De Buurtpolitie: Het Circus is een Vlaamse actiefilm uit 2019, geregisseerd door Dennis Vanslembrouck. De film is gebaseerd op de scripted realityreeks Echte Verhalen: De Buurtpolitie die sinds 2014 op VTM wordt uitgezonden.
De film werd opgenomen in een tijdspanne van 8 dagen en verscheen op 23 oktober 2019 in de Vlaamse filmzalen na de première op 19 oktober 2019 te Antwerpen. Eind 2019 verscheen deze film op DVD.

## Verhaal
Het korps onderzoekt een plofkraak. Al snel blijkt dat het circus dat in het dorp is, een rol heeft om de zaak op te lossen. De daders van de plofkraak verstoppen hun gestolen goederen in een putje onder de grond, waar het circus komt te staan, maar dat weten ze natuurlijk niet. Ze proberen er alles aan te doen om het geld terug te krijgen. In opdracht van de burgemeester moeten zij ervoor zorgen dat het circus goed verloopt.
Al snel komen ze erachter wie mogelijk achter de plofkraak zitten. Agente Floor krijgt de opdracht om als undercover aan de slag te gaan als personal trainer om zo meer informatie over de plofkraak in te winnen. Echter wordt zij ontvoerd door Poncelet. Het team zet alles op alles om haar te vinden en te bevrijden.
Omdat alle circusartiesten uitvielen proberen de korpsleden een leuk circus te maken. Het lukt hen om de daders van de plofkraak in te rekenen. Ook Poncelet wordt paar dagen later gearresteerd.

## Rolverdeling

### Hoofdrollen
| Acteur             | Personage        | Functie         |
| ------------------ | ---------------- | --------------- |
| Andy Peelman       | Koen Baetens     | Inspecteur      |
| Charlotte De Groof | Lotte Vissers    | Hoofdinspecteur |
| Ilse La Monaca     | Brigitte Broeckx | Rechercheur     |
| Manoe Frateur      | Eric Buelens     | Rechercheur     |
| Ianthe Tavernier   | Floor Lommelen   | Inspecteur      |
| Johan Kalifa Bals  | Obi Basu         | Inspecteur      |
| Henny Seroeyen     | Robin Verhaegen  | Inspecteur      |
| Dorien Reynaert    | Femke Van Acker  | Inspecteur      |
| Tim Ost            | Tom Vaneetvelde  | Inspecteur      |
| Willy Herremans    | Roger Berckmans  | Commissaris     |
| Eric Peeters       | Patrick Tilkens  | Inspecteur      |

### Bijrollen
| Acteur               | Personage       | Info         |
| -------------------- | --------------- | ------------ |
| Maarten Schuermans   | Benny           | Crimineel    |
| Sarah Van Overwaelle | Cindy           | Crimineel    |
| Pascal Maetens       | Alex Poncelet   | Crimineel    |
| Luc De Rick          | Stafke          | Dorpsinwoner |
| Peter Schoenaerts    | Tom Decoster    | Pastoor      |
| Chris Christijn      |                 | Burgemeester |
| Greet Verhoeven      | Gonda           |              |
| Eddy Veeckman        | Circusdirecteur |              |